# Phisis pseudopallida
Phisis pseudopallida är en insektsart som beskrevs av Jin, Xingbao 1992. Phisis pseudopallida ingår i släktet Phisis och familjen vårtbitare. Inga underarter finns listade i Catalogue of Life.